# Puerto Rico en los Juegos Olímpicos de Río de Janeiro 2016
Puerto Rico estuvo representado en los Juegos Olímpicos de Río de Janeiro 2016 por un total de 40 deportistas, 13 hombres y 27 mujeres, que compitieron en 15 deportes.
El portador de la bandera en la ceremonia de apertura fue el luchador Jaime Espinal.

## Medallistas
El equipo olímpico puertorriqueño obtuvo las siguientes medallas:
| Nombre      | Deporte | Competición  |
| ----------- | ------- | ------------ |
| Oro         |         |              |
| Mónica Puig | Tenis   | Individual F |
| Plata       |         |              |
| —           |         |              |
| Bronce      |         |              |
| —           |         |              |